# تيد باول
تيد باول (بالإنجليزية: Ted Powell)‏ هو مدرب كرة قدم ولاعب كرة قدم بريطاني، ولد في 1940 في شفيلد في المملكة المتحدة، وتوفي في 22 سبتمبر 2005. لعب مع ويكمب وندررز.